# Maksymów (powiat radomszczański)
Maksymów – wieś w Polsce położona w województwie łódzkim, w powiecie radomszczańskim, w gminie Wielgomłyny. Miejscowość wchodzi w skład sołectwa Myśliwczów.
W latach 1975–1998 miejscowość należała administracyjnie do województwa piotrkowskiego.